# Filipka (přírodní památka)
Filipka je přírodní památka v okrese Frýdek-Místek na jihozápadním svahu vrcholu Filipka poblíž obce Návsí (k. ú. Návsí u Jablunkova). Důvodem ochrany je bohatá lokalita jalovce obecného.

## Popis lokality
Jedná se o původní pastvinu, kde vzniklo náhradní travinné patro svazu Violion caninae (tzv. pasínek). Důsledkem neobhospodařování plochy lokalita pomalu zarůstá dřevinami. Mimo jalovce obecného se zde vyskytují náletové skupiny smrků, bez černý, jasan ztepilý, hloh, slivoň trnitá a další. Na složení rozvolněných pastvin se podílí mj. smilka tuhá, psineček obecný, třezalka tečkovaná, pupava bezlodyžná, hvozdík kropenatý, klinopád obecný či prasetník kořenatý.
Z širšího okolí na toto území zalétá motýl batolec duhový, z plazů se objevuje zmije obecná.
Stromy jsou omezovány tak, aby zůstaly zachovány podmínky pro vývoj jalovce. Ideálním řešením pro zamezení rozšíření smrkových náletů by byla obnova pastvy.